# شهرستان کانوی (آرکانزاس)
شهرستان کانوی، آرکانزاس (به انگلیسی: Conway County, Arkansas) شهرستانی در ایالات متحده آمریکا است که در آرکانزاس واقع شده‌است.

## خصوصیات
شهرستان کانوی ۱٬۴۶۸٫۵۳ کیلومترمربع مساحت دارد.